# 山内三郎兵衛
2代目 山内 三郎兵衛（やまうち さぶろうべえ、前名・松之助、1886年（明治19年）6月15日 - 1918年11月1日）は、日本の商人（呉服太物商）、実業家、秋田県多額納税者。京山合名会社理事。秋田銘醸取締役。族籍は秋田県平民。

## 人物
秋田県人・山内辯吉の長男。本間金之助の甥。1910年、祖父初代三郎兵衛の後を承け家督を相続し前名・松之助を改め襲名した。農業、呉服太物商を営んだ。貴族院多額納税者議員選挙の互選資格を有した。住所は秋田県雄勝郡湯沢町。

## 家族・親族
山内家
- 祖父・初代三郎兵衛[1]
- 父・辯吉[1][7]
- 母・ナホ（1867年 - ?、秋田、東海林與右衛門の長女）[1][7]
- 妻・イヲ（1887年 - ?、秋田、辻兵吉の妹[1]、辻兵吉の四女[6][7]）
- 男・重太郎（1908年 - ?）[1][7]
  - 同妻（1914年 - ?、秋田、加賀谷長兵衛の長女）[3]
- 二男・文次郎（1910年 - ?）[7]
- 三男・武三郎（1913年 - ?）[7]
- 四男（1915年 - ?）[7]
- 長女・セン（1907年 - ?、秋田、平田順治長男豊治の妻）[3]
- 義従兄弟・東海林虎治    ( 実姉の夫は貴族院議員坂本理一郎の息子龍太郎)[8]

親戚
- 2代目辻兵吉（秋田銀行頭取、秋田県多額納税者）
- 3代目辻兵吉（貴族院議員、秋田銀行頭取、秋田県多額納税者）
- 2代目本間金之助（貴族院議員、秋田県多額納税者、第四十八銀行、秋田貯蓄銀行各頭取）